# Катастрофа Ми-8 под Владикавказом 11 сентября 2006 года
Катастрофа Ми-8 под Владикавказом 11 сентября 2006 года — крушение военного вертолёта близ Владикавказа. Вертолет принадлежал 58-й армии, вылетел с аэродрома селения Гизель и следовал в Ханкалу.
В результате погибли 12 российских военнослужащих, в основном высокопоставленных должностных лиц, среди которых: генерал-лейтенант Павел Ярославцев, заместитель начальника тыла ВС РФ; генерал-лейтенант Виктор Гуляев, заместитель начальника медицинского подразделения армии, и генерал-майор Владимир Сорокин.
Исламистская организация Катаиб аль-Хоул заявила, что это она сбила вертолёт.